# Municipio de Liberty (condado de Wexford)
El municipio de Liberty (en inglés: Liberty Township) es un municipio ubicado en el condado de Wexford en el estado estadounidense de Míchigan. En el año 2010 tenía una población de 861 habitantes y una densidad poblacional de 9,1 personas por km².

## Geografía
El municipio de Liberty se encuentra ubicado en las coordenadas 44°28′8″N 85°23′49″O / 44.46889, -85.39694. Según la Oficina del Censo de los Estados Unidos, el municipio tiene una superficie total de 94.61 km², de la cual 94,56 km² corresponden a tierra firme y (0,06 %) 0,05 km² es agua.

## Demografía
Según el censo de 2010, había 861 personas residiendo en el municipio de Liberty. La densidad de población era de 9,1 hab./km². De los 861 habitantes, el municipio de Liberty estaba compuesto por el 96,28 % blancos, el 0,7 % eran amerindios, el 0,46 % eran asiáticos y el 2,56 % eran de una mezcla de razas. Del total de la población el 0,93 % eran hispanos o latinos de cualquier raza.